# Personas Cetáceas
Personas Cetáceas es una serie de animación web, de origen chileno, producida por el director Matías Latorre y Marmota Studios, cuya temática es el humor absurdo de cetáceos antropomorfizados.
Actualmente cuenta con cuatro temporadas y diecinueve capítulos emitidos, habiendo lanzado el reciente 4 de agosto el primer capítulo de la última temporada. Frederator Studios doblará esta serie al inglés bajo el nombre Fin Punch.

## Sinopsis
McLane, personaje principal de la serie, es un delfín oficinista en un mundo donde los cetáceos han sido reconocidos como personas. Trabaja asalariado mientras sueña con conquistar a los humanos.

## Distinciones
- Competencia Latinoamericana de Web Series, festival Chilemonos 2015[2][5][6]
- Work in Progress, festival Chilemonos 2014[7]
- Work in Progress, festival Chilemonos 2013[8]